# Midnight Meat Train
 (octobre 2020).
Si vous disposez d'ouvrages ou d'articles de référence ou si vous connaissez des sites web de qualité traitant du thème abordé ici, merci de compléter l'article en donnant les références utiles à sa vérifiabilité et en les liant à la section « Notes et références ».
Pour plus de détails, voir Fiche technique et Distribution.
Midnight Meat Train (The Midnight Meat Train) est un film d'horreur américain réalisé par Ryūhei Kitamura, sorti en 2008, adapté de la nouvelle éponyme de Clive Barker, dont le titre français est Le Train de l'abattoir.

## Synopsis
Le photographe Leon Kauffman, qui cherche à percer dans le milieu artistique, se met en tête de démontrer plus d'audace dans son travail afin d'impressionner la propriétaire d'une galerie d'art. Alors qu'il prend des photos la nuit dans le métro, il se trouve être la dernière personne à voir une jeune femme dont la disparition est signalée le lendemain dans les journaux. En examinant de plus près les clichés qu'il a pris, Leon découvre l'existence d'un homme mystérieux, qui semblerait être un tueur en série s'attaquant aux passagers du métro au milieu de la nuit. Cette piste devient bientôt une obsession pour Leon, qui l'entraîne d'abord lui, puis sa petite amie Maya et son ami Jurgis, jusqu'aux tréfonds de la ville.

## Fiche technique
- Titre : Midnight Meat Train
- Titre original : The Midnight Meat Train
- Réalisation : Ryūhei Kitamura
- Scénario : Jeff Buhler, d'après la nouvelle de Clive Barker
- Musique : Johannes Kobilke & Robert Williamson
- Direction artistique : Lisa Vasconcellos
- Montage : Toby Yates
- Photographie : Jonathan Sela
- Décors : Andi Brittan
- Production : Clive Barker, Gary Lucchesi, Eric Reid, Tom Rosenberg, Jorge Saralegui, Richard S. Wright
- Société de production: Lakeshore Entertainment
- Pays d'origine :  États-Unis et  Royaume-Uni
- Budget : 15 000 000 $ (USD)
- Genre : Horreur, thriller
- Durée : 98 minutes / 103 minutes (director's cut)
- Format : couleurs - 35 mm
- Dates de sortie : 
  -  Canada : 19 juillet 2008 (première mondiale au festival FanTasia à Montréal)
  -  États-Unis : 1er août 2008
  -  France : 29 juillet 2009
- Film interdit aux moins de 16 ans lors de sa sortie en France.

## Distribution
- Bradley Cooper (VF : Pierre Tessier) : Leon Kauffman
- Leslie Bibb (VF : Hélène Bizot) : Maya Jones
- Brooke Shields (VF : Rafaele Moutier) : Susan Hoff
- Vinnie Jones : Mahogany
- Roger Bart (VF : Vincent Ropion) : Jurgis Tompkins
- Tony Curran : le conducteur du train
- Barbara Eve Harris (VF : Sophie Riffont) : détective Lynn Hadley
- Peter Jacobson (VF : Marc Alfos) : Otto
- Stephanie Mace : Leigh Cooper
- Ted Raimi : Randle Cooper
- Nori Satô (créditée sous le nom de Nora) : Erika Sakaki
- Quinton « Rampage » Jackson : Guardian Angel
- Dan Callahan : Troy Taleveski
- Donnie Smith : le policier de la station
- Earl Carroll : Jack Franks
- Allen Maldonado : Lead Gangbanger
- Michael McCracken : père #1
- Ryan McDowell : père #2
- Eddie Vargas : père #3
- Kelvin O'Bryant : Scrawny Kid #1
- Jayson Sanchez : Scrawny Kid #2
- Brian Taylor : le petit

## Box-office
| Pays ou région | Box-office     | Date d'arrêt du box-office | Nombre de semaines |
| -------------- | -------------- | -------------------------- | ------------------ |
| Mondial        | 3 533 227 $    | 9 août 2009                |                    |
| États-Unis     | 83 361 $       | 1er août 2008              | 2                  |
| France         | 36 102 entrées | 11 août 2009               | 2                  |

- Le film n'a pas connu de succès. 3,5 millions $ (USD) récoltés en 1 an (du 01/08/2008 au 09/08/2009) dans environ 20 pays. Le film n'a pas été rentable, ses recettes couvrent environ 25 % de son budget de 15 millions $.

## Autour du film

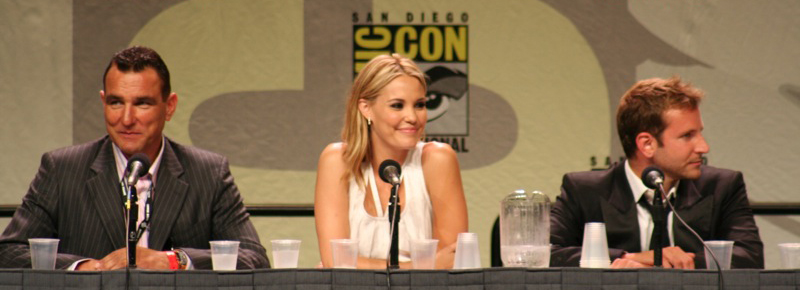
Les acteurs principaux Bradley Cooper, Vinnie Jones et Leslie Bibb au Comic-Con de San Diego 2007, pour la promotion du film.

- La date officielle de sortie nord-américaine du film a été modifiée à maintes reprises par la compagnie de distribution Lionsgate, et cette sortie se fera bientôt dans des salles de cinéma de second ordre, au grand mécontentement de Clive Barker et de ses fans.
- La première mondiale, au Festival Fantasia, s'est déroulée à guichets fermés et en présence du réalisateur. En raison de la popularité du film lors du festival, une deuxième projection fut rajoutée le mardi 22 juillet.
- Ted Raimi (frère de Sam et Ivan Raimi) joue un petit rôle. Dans le film, il est un des membres des « yuppies ».
- Ryuhei Kitamura a aussi réalisé Versus, l'ultime guerrier et Godzilla: Final Wars.
- Le film fait partie des nombreux films tournés au Quality Cafe, à Downtown Los Angeles

- En France : 
  - Le DVD réservé à la location est disponible depuis le 1er décembre 2009. Le DVD propose la version cinéma du film, d'une durée de 1 h 34 min et sans bonus.
  - Le DVD et Blu-Ray réservés à la vente sont disponibles depuis le 12 janvier 2010. Ces supports proposent de voir le film en version longue non censurée, d'une durée de 1 h 39 min, avec 30 min de bonus. Cette version est rallongée de 5 min inédites.

- Aux États-Unis :
  - Le DVD et Blu-Ray sont disponibles depuis le 17 février 2009. Ces supports proposent la version longue « Unrated Director's Cut », d'une durée de 1 h 40 min et des bonus.

- Bonus (30 min) :
  - Commentaire audio de Clive Barker et du réalisateur Ryuhei Kitamura (Audio commentary with Barker and Kitamura)
  - Clive Barker, l’homme derrière le mythe (Clive Barker : The Man Behind the Myth) - 15 min
  - Autopsie d’un massacre (Anatomy of a Murder Scene) - 9 min
  - Les outils du tueur (What's in Mahogany's Bag) - 5 min
  - Bandes-annonces (Trailers)